# クレイジー・ワールド (スコーピオンズのアルバム)
| 専門評論家によるレビュー | 専門評論家によるレビュー |
| レビュー・スコア         | レビュー・スコア         |
| 出典                     | 評価                     |
| ------------------------ | ------------------------ |
| Allmusic                 | [ 1 ]                    |

クレイジー・ワールド (Crazy World) は、1990年11月6日にリリースされた、スコーピオンズの11枚目のスタジオアルバム。

## 概要
1991年にBillboard 200で最高21位に達した。同年には、収録曲の「ウィンド・オブ・チェンジ」がBillboard Hot 100で4位に、「センド・ミー・アン・エンジェル」が同44位にそれぞれランクされた。『クレイジー・ワールド』は、ベーシストのフランシス・ブッフホルツが参加した最後のアルバムであり、『ラヴドライヴ』から続いたラインナップで製作されたのは本作で最後である。また、このアルバムは15年ぶりにディーター・ダークス以外によってプロデュースされ、一般的には昔からのスコーピオンズとしては最後の作品と考えられている。イギリスでは、1991年11月に、英国レコード産業協会によってシルバー（売り上げ60,000枚）となり、現在までこれを達成した唯一のアルバムである。
「ヒット・ビトゥウィーン・ジ・アイズ」は、1992年の映画『フリージャック』で使用された。また、「センド・ミー・アン・エンジェル」は、『コールドケース 迷宮事件簿』のエピソードの最終シーンで使用された。「ウィンド・オブ・チェンジ」は、2009年の映画『Mr.ゴールデン・ボール/ 史上最低の盗作ウォーズ』で使用された。

## 収録曲
1. ティーズ・ミー・プリーズ・ミー - Tease Me Please Me (4:44)
  - Music: Matthias Jabs, Jim Vallance / Lyrics: Klaus Meine, Herman Rarebell, J. Vallance
2. ドント・ビリーヴ・ハー - Don't Believe Her (4:55)
  - Music: Rudolf Schenker, J. Vallance / Lyrics: H. Rarebell, K. Meine, J. Vallance
3. トゥ・ビー・ウィズ・ユー・イン・ヘヴン - To Be with You in Heaven (4:48)
  - Music: R. Schenker / Lyrics: K. Meine
4. ウィンド・オブ・チェンジ - Wind of Change (5:13)
  - Music & Lyrics: K. Meine
5. レストレス・ナイツ - Restless Nights (5:44)
  - Music: R. Schenker / Lyrics: K. Meine, H. Rarebell, J. Vallance
6. ラスト・オア・ラヴ - Lust or Love (4:22)
  - Music: K. Meine / Lyrics: K. Meine, H. Rarebell, J. Vallance
7. キックス・アフター・シックス - Kicks After Six (3:49)
  - Music: Francis Buchholz, J. Vallance / Lyrics: H. Rarebell, K. Meine, J. Vallance
8. ヒット・ビトゥウィーン・ジ・アイズ - Hit Between the Eyes (4:33)
  - Music: R. Schenker / Lyrics: H. Rarebell, K. Meine, J. Vallance
9. マニー・アンド・フェイム - Money and Fame (5:06)
  - Music: M. Jabs / Lyrics: M. Jabs, H. Rarebell
10. クレイジー・ワールド - Crazy World (5:08)
  - Music: R. Schenker / Lyrics: K. Meine, R. Schenker, H. Rarebell, J. Vallance
11. センド・ミー・アン・エンジェル - Send Me an Angel (4:34)
  - Music: R. Schenker / Lyrics: K. Meine

## 担当
バンドメンバー
- クラウス・マイネ – リードヴォーカル
- マティアス・ヤプス – リードギター、コーラス
- ルドルフ・シェンカー – リズムギター、コーラス
- フランシス・ブッフホルツ – ベース、コーラス
- ハーマン・ラレベル – ドラム、コーラス

追加ミュージシャン
- Koen van Baal - 『ウィンド・オブ・チェンジ』のキーボード
- Claudia Frohling, Tony Ioannoua, Cliff Roles, Jim Lewis, Dries van der Schuyt - コーラス

プロダクション
- キース・オルセン - プロデューサー、エンジニア、ミキシング
- Erwin Musper - エンジニア、ミキシング
- Shay Baby - 補助エンジニア、ミキシング
- Attie Bauw, Albert Boekholt, Tom Fletcher - アシスタントエンジニア
- グレッグ・フルージニティ - マスタリング

## チャート

### アルバム
| 年   | チャート       | 順位 |
| ---- | -------------- | ---- |
| 1990 | ドイツ         | 1    |
| 1990 | オーストリア   | 1    |
| 1990 | フランス       | 2    |
| 1990 | スイス         | 3    |
| 1990 | ノルウェー     | 4    |
| 1990 | スウェーデン   | 6    |
| 1990 | オランダ       | 6    |
| 1990 | 北アメリカ     | 21   |
| 1990 | カナダ         | 25   |
| 1990 | イギリス       | 27   |
| 1990 | 日本           | 39   |
| 1990 | オーストラリア | 49   |

### シングル
| 年   | シングル                       | チャート                   | 順位 |
| ---- | ------------------------------ | -------------------------- | ---- |
| 1990 | ティーズ・ミー・プリーズ・ミー | Hot Mainstream Rock Tracks | 8    |
| 1991 | ドント・ビリーヴ・ハー         | Hot Mainstream Rock Tracks | 13   |
| 1991 | ドント・ビリーヴ・ハー         | イギリス                   | 77   |
| 1991 | ウィンド・オブ・チェンジ       | ドイツ                     | 1    |
| 1991 | ウィンド・オブ・チェンジ       | スウェーデン               | 1    |
| 1991 | ウィンド・オブ・チェンジ       | オーストリア               | 1    |
| 1991 | ウィンド・オブ・チェンジ       | スイス                     | 1    |
| 1991 | ウィンド・オブ・チェンジ       | フランス                   | 1    |
| 1991 | ウィンド・オブ・チェンジ       | ノルウェー                 | 1    |
| 1991 | ウィンド・オブ・チェンジ       | オランダ                   | 1    |
| 1991 | ウィンド・オブ・チェンジ       | Hot Mainstream Rock Tracks | 2    |
| 1991 | ウィンド・オブ・チェンジ       | イギリス                   | 2    |
| 1991 | ウィンド・オブ・チェンジ       | ベルギー                   | 2    |
| 1991 | ウィンド・オブ・チェンジ       | Billboard Hot 100          | 4    |
| 1991 | ウィンド・オブ・チェンジ       | オーストラリア             | 7    |
| 1991 | ウィンド・オブ・チェンジ       | カナダ                     | 10   |
| 1991 | ウィンド・オブ・チェンジ       | ニュージーランド           | 17   |
| 1991 | センド・ミー・アン・エンジェル | スウェーデン               | 4    |
| 1991 | センド・ミー・アン・エンジェル | オランダ                   | 4    |
| 1991 | センド・ミー・アン・エンジェル | ベルギー                   | 4    |
| 1991 | センド・ミー・アン・エンジェル | ドイツ                     | 5    |
| 1991 | センド・ミー・アン・エンジェル | オーストリア               | 8    |
| 1991 | センド・ミー・アン・エンジェル | フランス                   | 8    |
| 1991 | センド・ミー・アン・エンジェル | Hot Mainstream Rock Tracks | 8    |
| 1991 | センド・ミー・アン・エンジェル | スイス                     | 14   |
| 1991 | センド・ミー・アン・エンジェル | カナダ                     | 23   |
| 1991 | センド・ミー・アン・エンジェル | イギリス                   | 27   |
| 1991 | センド・ミー・アン・エンジェル | Billboard Hot 100          | 44   |

## 認定
| 国/地域                          | 認定        | 認定/売上数 |
| -------------------------------- | ----------- | ----------- |
| カナダ (Music Canada)            | 2× Platinum | 200,000^    |
| イギリス (BPI)                   | Silver      | 60,000^     |
| アメリカ合衆国 (RIAA)            | 2× Platinum | 2,000,000^  |
| ドイツ (BVMI)                    | 2× Platinum | 1,000,000^  |
| スイス (IFPI Switzerland)        | 2× Platinum | 100,000^    |
| フィンランド (Musiikkituottajat) | Gold        | 25,000      |
| オーストリア (IFPI Austria)      | Platinum    | 50,000*     |
| 世界:                            |             | 7,000,000   |
| ^ 認定のみに基づく出荷枚数       |             |             |